# Juan Rafael Fuentes
Juan Rafael Fuentes Hernández (Córdoba, 5 januari 1990) is een Spaans voetballer die bij voorkeur als linksback speelt. Hij verruilde in 2013 Córdoba CF voor RCD Espanyol.

## Clubcarrière
Fuentes debuteerde op 10 oktober 2009 voor Córdoba CF als basisspeler in een competitiewedstrijd tegen Real Murcia. In totaal speelde hij 113 wedstrijden in de Segunda División voor de club uit zijn geboortestad. Tijdens de zomertransferperiode van 2013 werd hij getransfereerd naar RCD Espanyol, waar hij net als bij Córdoba CF basisspeler is.
1 García ·
3 Gómez  ·
4 Kumbulla ·
5 Calero ·
6 Cabrera ·
7 Puado ·
8 Expósito ·
9 Véliz ·
10 Lozano ·
11 Milla ·
12 Tejero ·
13 Pacheco ·
14 Oliván ·
15 Gragera ·
16 Cheddira ·
17 Carreras ·
18 Aguado ·
19 Sánchez ·
20 Král ·
22 Romero ·
23 El Hilali ·
24 Cardona ·
31 Roca ·
33 Fortuño ·
37 Ünüvar ·
Coach: González